# Кампофьорито
Кампофьорито (італ. Campofiorito, сиц. Campuciurutu) — муніципалітет в Італії, у регіоні Сицилія,  метрополійне місто Палермо.
Кампофьорито розташоване на відстані близько 470 км на південь від Рима, 45 км на південь від Палермо.
Населення — 1307 осіб (2014).
Щорічний фестиваль відбувається 19 березня. Покровитель — святий Степан.

## Демографія
Населення за роками:

Станом на 1 січня 2023 року в муніципалітеті офіційно проживало 39 іноземців з 14 країн, серед них 3 громадяни країн Євросоюзу.

## Сусідні муніципалітети
- Бізаккуїно
- Контесса-Ентелліна
- Корлеоне